# Rue Moncharmont
La rue Moncharmont est une rue du quartier de Bellecour située sur la presqu'île dans le 2e arrondissement de Lyon, en France.

## Situation et accès
Elle est coupée en deux par la place des Célestins. La rue débute à l'embranchement des rues de Savoie et Jean-Fabre et se termine rue d'Amboise. La circulation se fait dans le sens de la numérotation et à double-sens cyclable de la place des Célestins vers la rue de Savoie tandis que, de la place des Célestins vers la rue d'Amboise, la circulation se fait dans le sens inverse de la numérotation et à double-sens cyclable.

## Origine du nom
Charles Montcharmont (1870-1941) est le directeur du théâtre des Célestins de 1906 à 1941,.

## Histoire
La rue portait auparavant le nom de rue Saint-Louis. Elle rappelait le souvenir du duc Louis de Savoie (1413-1465) mort à Lyon et dont le cœur est déposé dans la chapelle du couvent des Célestins mais au lieu de donner son nom, on a choisi le nom de son saint patron. La rue est ouverte en 1791 dans le tènement du couvent des Célestins. Elle prend son nom actuel le 2 mars 1946,.